# مانفريد أكرمان
مانفريد أكرمان هو سياسي أمريكي، ولد في 1 نوفمبر 1898 في Mikulov ‏ في التشيك، وتوفي في 16 يونيو 1991 في فيينا في النمسا. نشط حزبياً في الحزب الديمقراطي الاجتماعي النمساوي. وقد انتخب موظف ‏.